# ذباب منزلي وأشباهه
الذباب المنزلي وأشباهه (الاسم العلمي: Muscoidea) هي فوق فصيلة من الحشرات تتبع رتبة الذوات الجناحين.

## فصائل
- ذباب منزلي
  - ذبابة المنزل وهي الجنس النموذجي لهذه الفوق فصيلة
- ذباب الروث
  - ذبابة الروث
- ذباب الأزهار
  - ذبابة الأزهار
- اللاسنات
  - اللاسنة أو ذبابة التسي التسي
- ذباب منزلي صغير
- (الاسم العلمي: Mormotomyiidae)